# The Grove Museum of Victorian Life

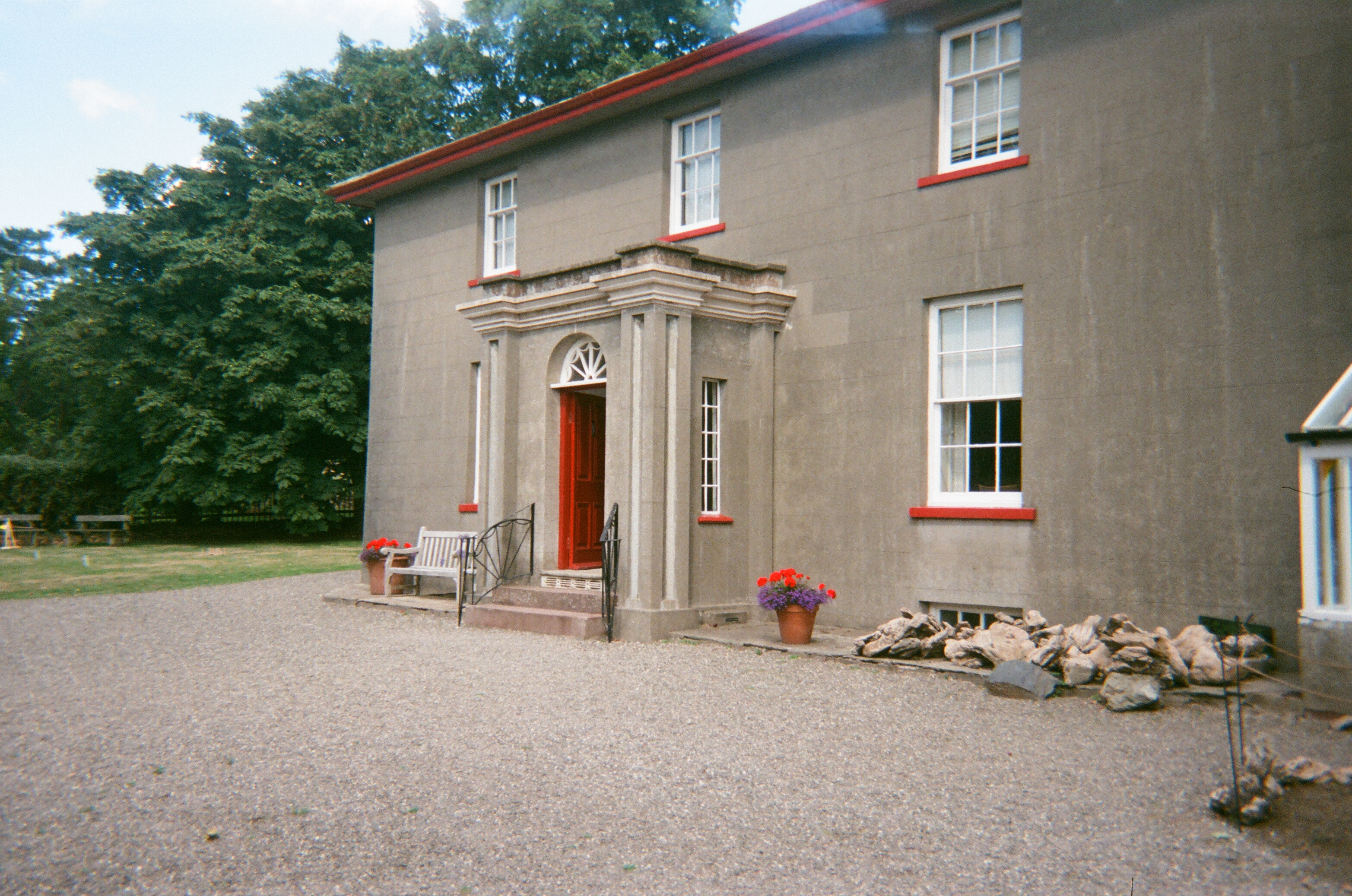
Ingang van The Grove

The Grove Museum of Victorian Life is een 19de-eeuws landhuis en museum in Ramsey, aan de noordoostkust van het eiland Man. Het huis was sedert de vroege 19de eeuw het eigendom van de familie Gibb, oorspronkelijk uit Liverpool, en werd door drie generaties vrouwelijke Gibbs bestuurd, tot de dood van de laatste telg van de familie in 1974. Hierop werd het bij testament aan de staat overgelaten, op voorwaarde dat er niets aan veranderd werd. De kamers en het interieur zijn sinds de begindagen nauwelijks gewijzigd; zodoende vertelt het huis de familiegeschiedenis van de Gibbs, van de Victoriaanse periode tot de moderne tijd, en hoe het geslacht Gibb in de loop der jaren van steenrijk tot schamel bedeeld verwerd. Het museum wordt beheerd door Manx National Heritage.

## Overzicht
The Grove Museum is een villa van relatief bescheiden afmetingen, gelegen op een terrein van 12 acre. Aanvankelijk bevond zich hier een bungalow in het bezit van ene John Priestnall, genaamd Poplar Grove. Anno 1838 kocht stamvader Duncan Gibb de woning aan voor £ 525 en een hypotheek van 215 pond, 8 shillings en 8,5 pence. Hij liet het gebouw ophogen met een bovenverdieping, kamers voor dienstpersoneel bouwen en een grote inkomhal met portiek optrekken. 
Op de benedenverdieping bevinden zich vooraan onder andere de eetkamer, de studeerkamer en de inkomhal. In de beide hoofdkamers hangt origineel behangpapier, en er staan vitrines opgesteld met dagelijkse gebruiksvoorwerpen uit de 19de eeuw, zoals scharen, brillen en naaigaren. Aan de wanden hangen schilderijen van de familie Gibb. Achteraan bevindt zich de keuken met een antiek fornuis, alsook allerlei soorten oude pannen en potten. Informatieborden geven uitleg over het alledaagse leven van een keukenmeid omstreeks 1900. In de keuken staat een stoel met een handtas aan de leuning; deze heeft Janet Ann Gibb daar gehangen toen ze in 1974 voor het laatst het huis verliet. De kamer van de butler bevindt zich eveneens gelijkvloers.
Op de bovenverdieping zijn de slaapkamers van de kinderen en de gezusters Gibb. Zij waren verwoede reizigers, en in een van de kamers staat een kist met souvenirs die ze van Parijs hadden meegebracht. Ook staan er diverse jurken uit de late 19de en vroege 20ste eeuw uitgestald. In een zolderkamer bevindt zich een bijenkorf met een glazen doorgang naar de buitenlucht, waarin men de bijen kan observeren; de gezusters Gibb waren imkers. Een trapje leidt naar de stal, waarin oude landbouwwerktuigen opgesteld staan en een Victoriaanse douche: dit is een houten kast met bovenaan een waterreservoir en een zeef. Het water werd gecirculeerd door een bediende die op een pomp drukte.
Op het landgoed staan voorts nog een tearoom in een veranda en een klein museumwinkeltje.

## Bewoners van The Grove

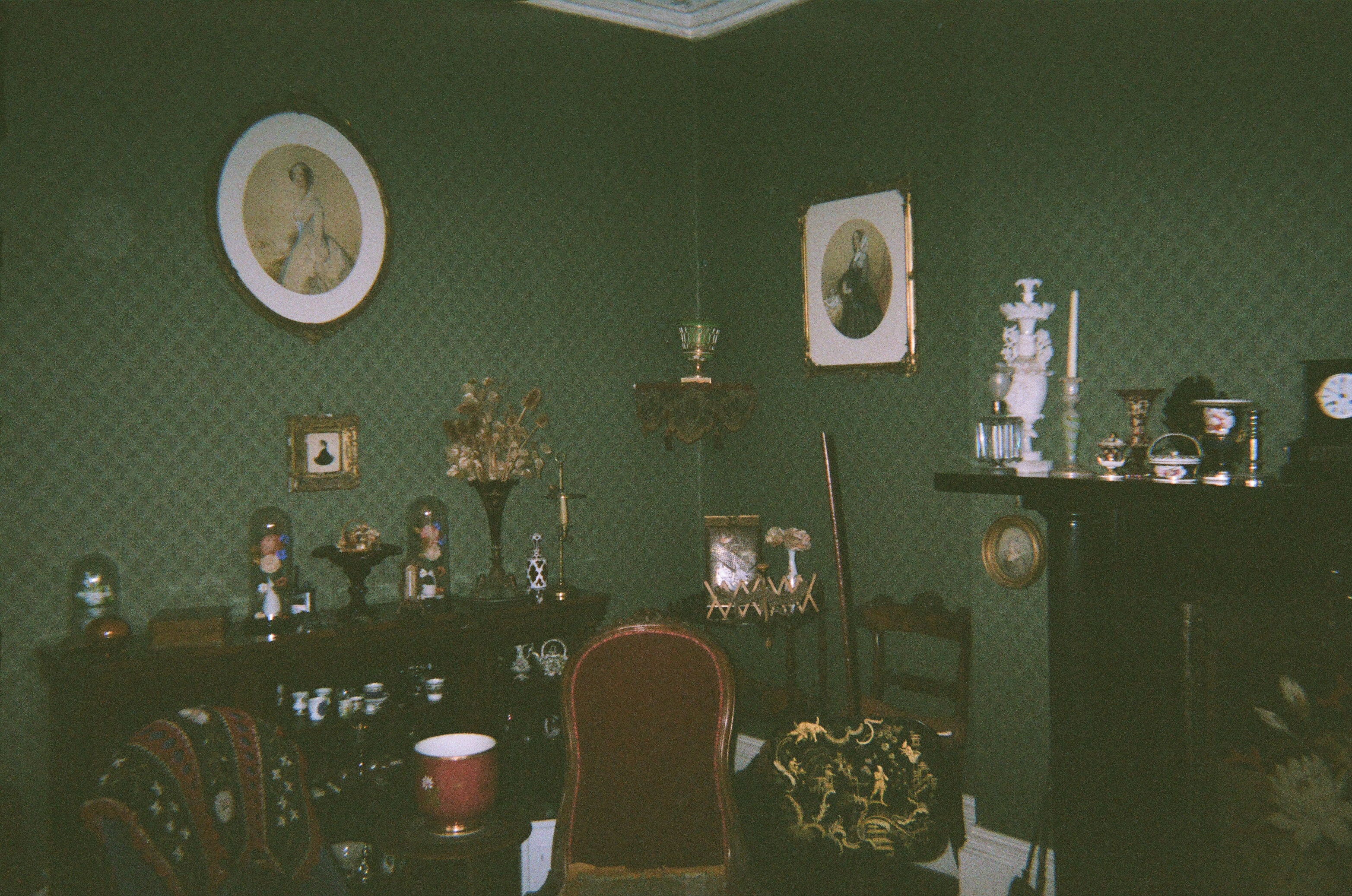
Uit een foto van Janet Blake en haar kleindochters circa 1900 blijkt dat de woonkamer sindsdien onveranderd is.

- Duncan Gibb (1792-1867), grootvader genoemd, was in zijn tijd een zeer vermogende industrieel. De gezusters Gibb hebben hem nooit gekend, maar vertelden graag de verhalen die ze van hun grootmoeder hadden gehoord. Gibb kwam uit Greenock in Schotland, bezat een scheepswerf in Liverpool en was eigenaar van een vloot van ruim dertig zeilschepen. In zijn jonge jaren leed hij schipbreuk aan de kust van oftewel de Kolonie Newfoundland, oftewel Groenland en werd gered door een groep Eskimo's, aan wie hij zijn hele leven jaarlijks geschenken bleef sturen. Hij was een overtuigd Tory en bevriend met onder andere Samuel Cunard en William Huskisson. Hij was tevens aanwezig toen Huskisson in 1830 ’s werelds eerste slachtoffer van een treinongeval werd. Duncan Gibb huwde in Liverpool met Janet Blake, de grootmoeder van wie in The Grove diverse foto’s hangen. In 1838 kocht hij Poplar Grove in een spontane opwelling als buitenverblijf, toen hij de vuurtoren op het Point of Ayre moest inspecteren. Bij testament de dato 11 januari 1859 liet hij zijn fortuin en landerijen aan zijn vrouw en vijf kinderen na, maar vergat zijn vrouw een lijfrente uit te keren: dit leverde nadelen voor haar op toen hij in 1862 zijn zakenimperium verkocht. Hij had nog extra landgoederen op Man gekocht, waaronder Ballachrink en enkele lappen grond in Lonan. Duncan Gibb werd tweewerf een riddertitel aangeboden, die hij weigerde.

- Janet Blake (1809-1897), grootmoeder, leidde The Grove tot haar dood in 1897. Zij had een zuster Mary (1807-1884), die met de pastoor Hugh Ralph huwde, die echter jong stierf. De weduwe werd tante Ralph genoemd en sleet haar oude dag bij haar zuster in The Grove. Met Duncan Gibb had Janet Blake zes kinderen, van wie William in 1845 als kind overleed. Grootmoeder Janet haalde haar twee kleindochters Janet Ann Gibb en Alice Blake Gibb in huis, nadat haar zoon Duncan junior (1839-1887) gestorven was. Diens vrouw, Sarah Ann Turnbull (1852-1931), woonde in Port Erin en was enige tijd met Duncan de enige inwoners van het Calf of Man geweest. Als weduwe kon zij niet in het onderhoud van de drie kinderen voorzien; aldus belandden Janet en Alice in The Grove. Hun broer William Scott Gibb (1886-1961) was jonger en werd later ingenieur. Hij verbleef meestal te Port Erin.

- Janet Douglas Gibb (1834-1933), dochter van Janet Blake en Duncan Gibb, werd simpelweg tante genoemd en kwam aan het hoofd van de familie te staan na Janet Blakes overlijden in 1897. Haar tweede naam Douglas dankte ze aan generaal Sir Howard Douglas, een vriend van haar vader die tijdens haar geboorte in Liverpool op bezoek was. Ook van de generaal hangt bijgevolg een portret in The Grove. Janet Douglas kon slecht met geld omgaan. In 1890 had de familie reeds het landgoed Ballachrink verkocht; hun jaarlijkse inkomen bedroeg in totaal £ 400. Zij drukte haar nichten  Janet en Alice op het hart, nooit te trouwen of weg te gaan, opdat The Grove in stand gehouden kon worden.

- Mary Gibb (1836-1892), tante Mary, was de zuster van Janet Douglas en woonde bij de anderen in The Grove. Zij liet geen testament na; in 1892 leefde grootmoeder echter nog, en zij legde vast dat Janet Douglas Mary’s aandeel zou erven.

- Alice Blake Gibb (1880-1971) was tezamen met Janet Ann de laatste bewoonster van The Grove. Tijdens de Eerste Wereldoorlog was zij vrijwilligster in een munitiefabriek te Nottingham, alwaar een explosie plaatsvond. Hiervoor ontving ze een medaille. Zij overleed op Nieuwjaarsdag 1971, haar zuster Janet achterlatend.

- Janet Ann Gibb (1878-1974) was effectief de laatste bewoonster. In 1973 legde ze een reeks interviews af waarin ze de geschiedenis van de familie Gibb verhaalde, en die in het Manx Museum wordt bewaard. In de jaren 60, toen zij en Alice in de tachtig waren, reden ze nog elke zondag met de fiets naar de kerk. Ze hadden aan het eind van hun leven nog één meid, ene Nell Bannan, die hun gezelschap hield, maar die vóór hen stierf, ofschoon ze veel jonger was. Beide zussen waren pijprooksters. Aangezien zowel Janet als Alice kinderloos was, besloten ze The Grove aan de Manxe staat over te laten, teneinde te voorkomen dat het landhuis gesloopt zou worden.

- Andere familieleden die slechts tijdelijk in The Grove woonden, waren Elizabeth Gibb (1831-1903), gehuwd met luitenant kolonel J.W. McFarlane, en Catherine Gibb (1833-1902), gehuwd met William Scott die in India overleed. Zij waren beiden dochters van Janet Blake en dus tantes van Janet Ann en Alice. Op hun oude dag zijn Elizabeth en haar echtgenoot naar Man teruggekeerd.

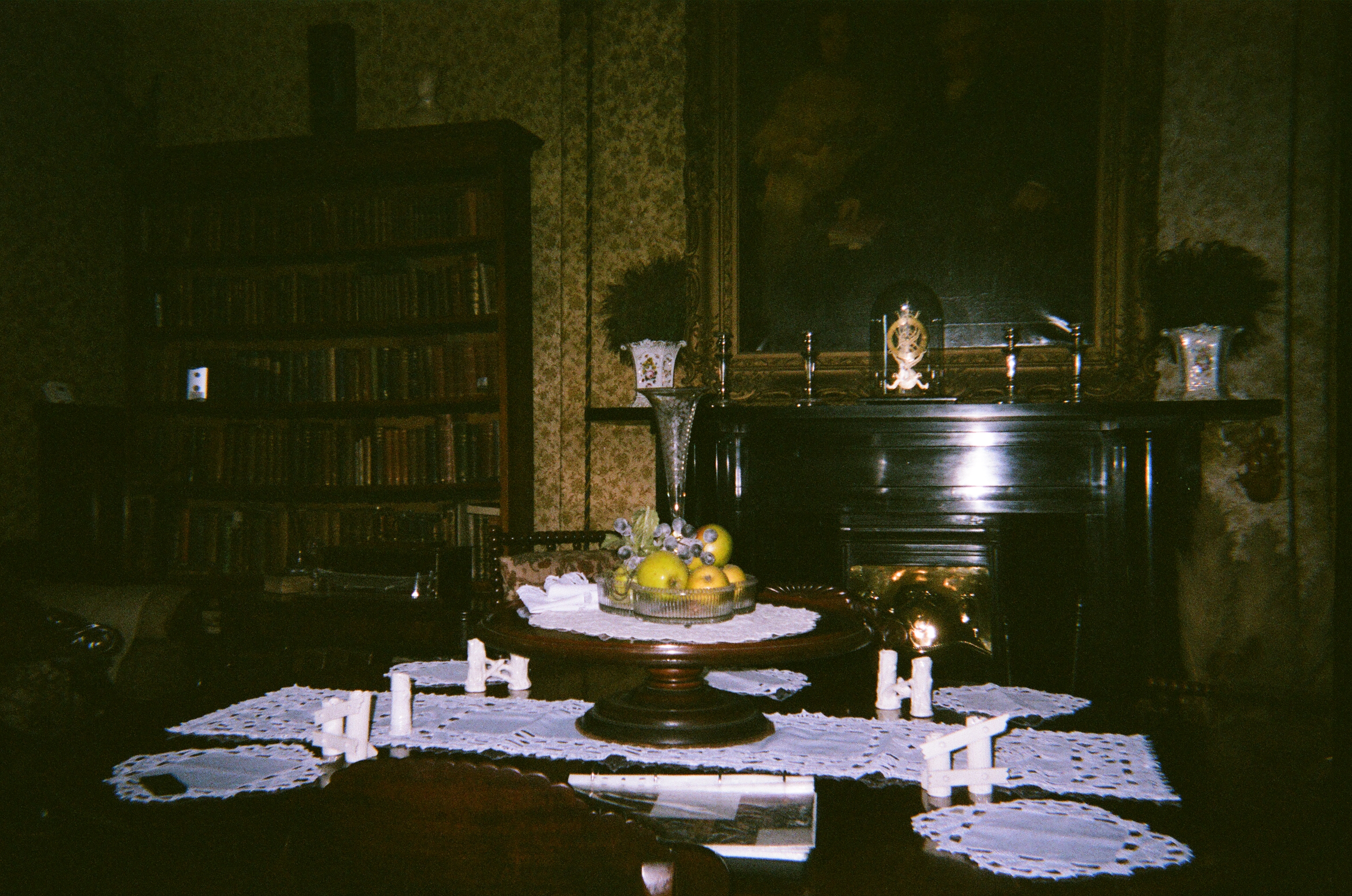
Eetkamer met portret van Duncan Gibb
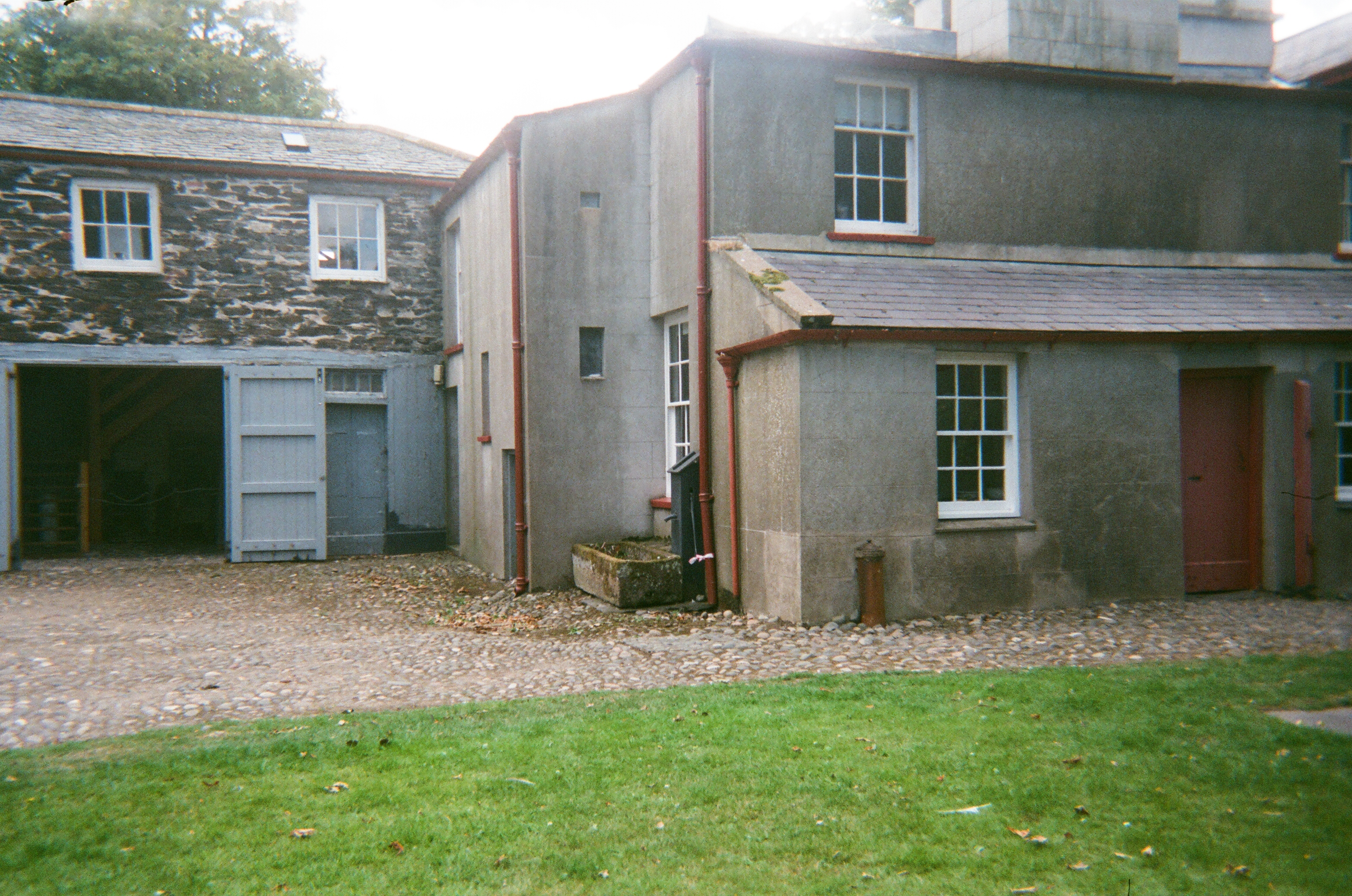
Tuin achter het huis
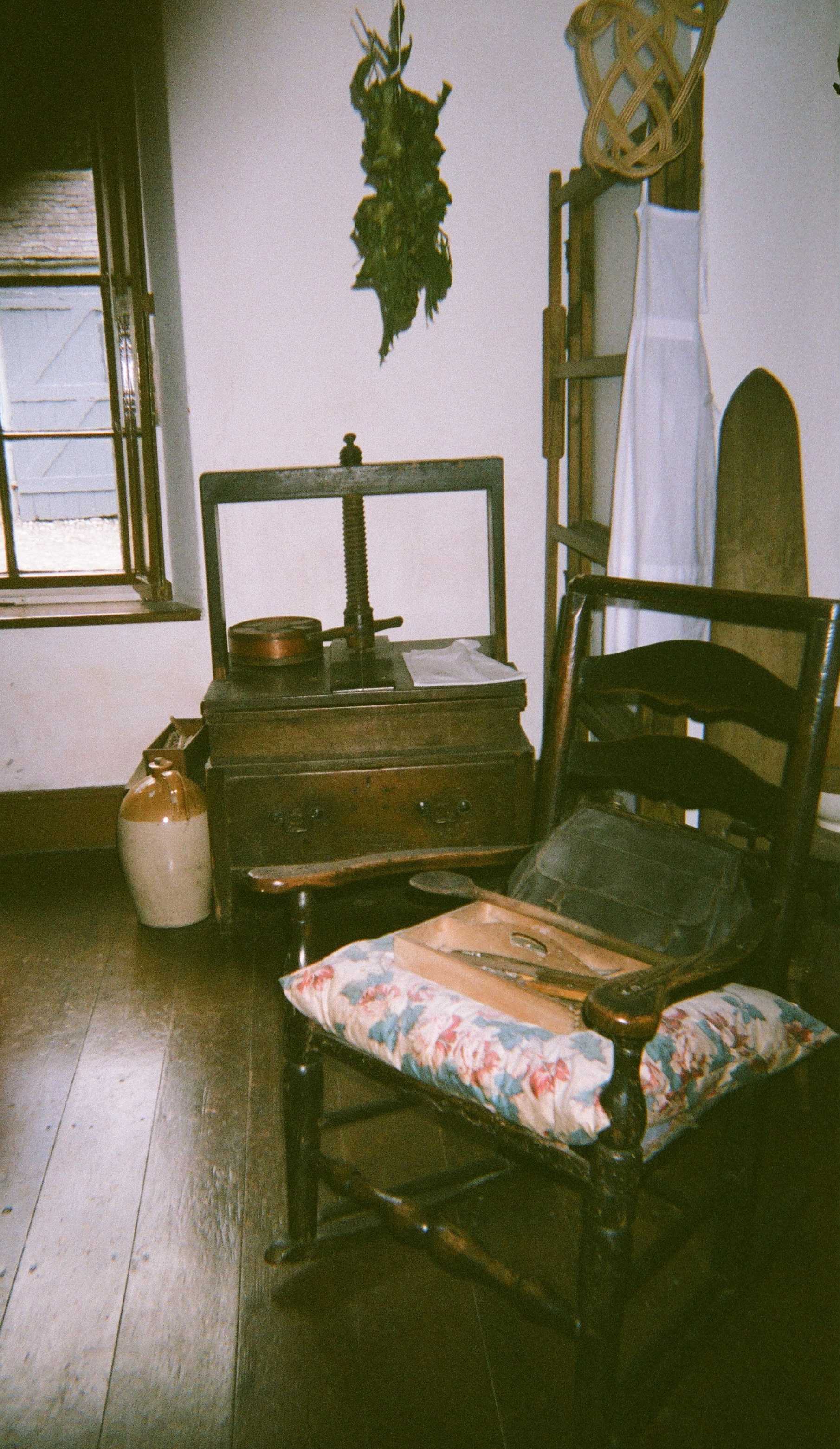
Keuken met Janet Gibbs handtas
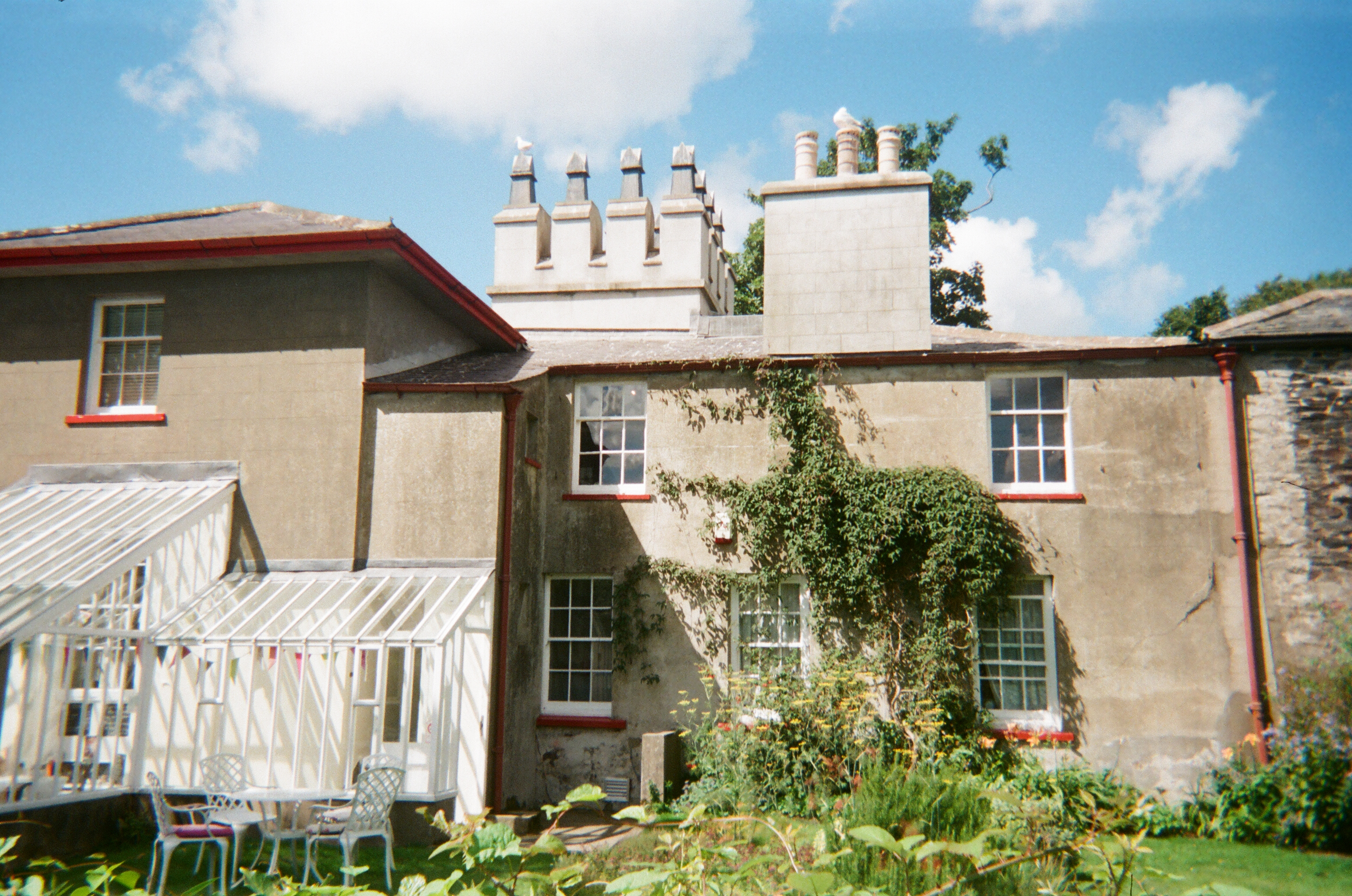
Tuin vóór het huis met tearoom
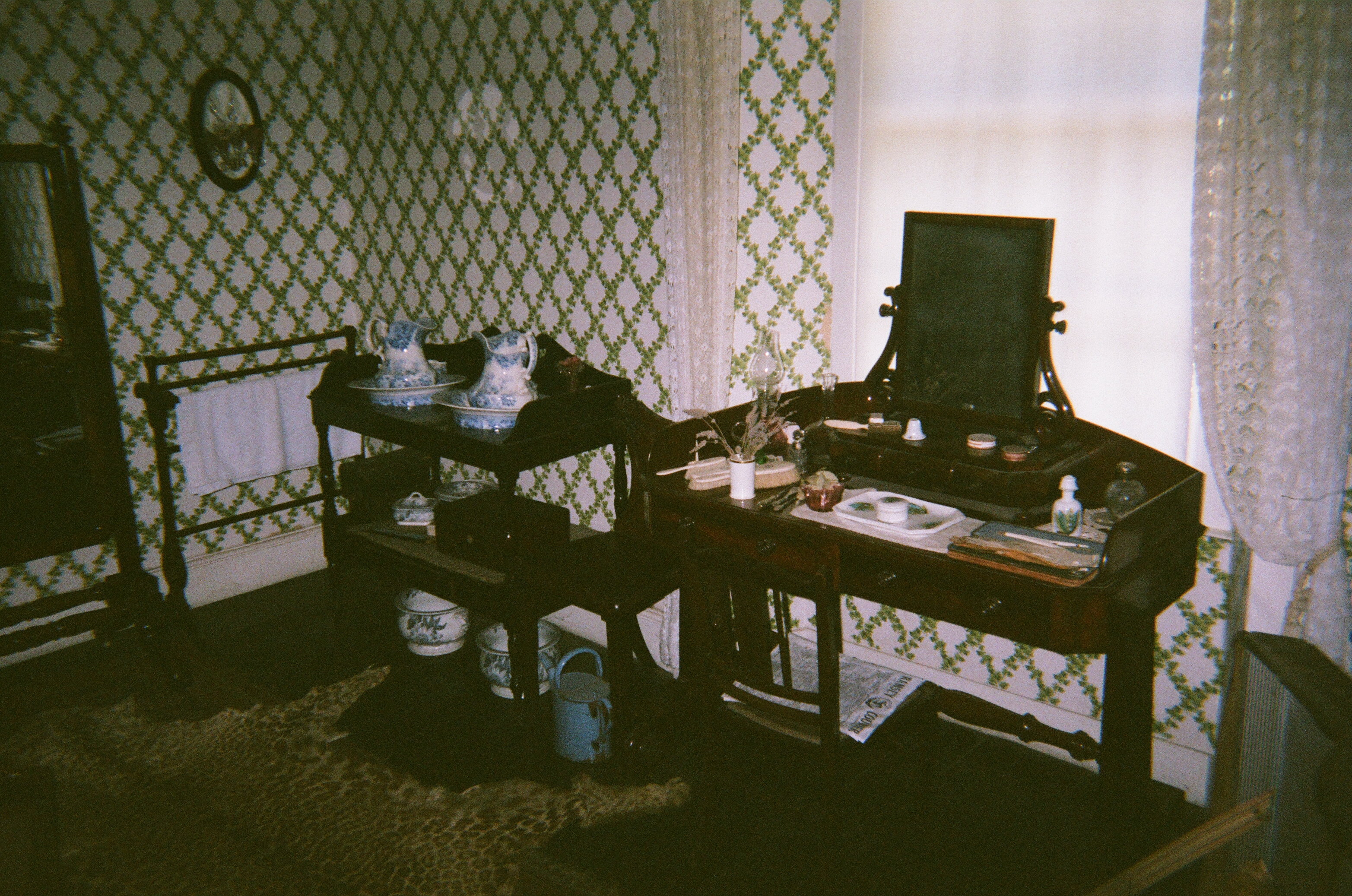
Slaapkamer